# Playhaus
Playhaus ist eine deutsche Popband der späten 1980er und frühen 1990er Jahre. Ihr größter Erfolg war White Light (1989).

## Über die Band
Ihre Mitglieder sind
- Stefan Petz (geboren am 12. Januar 1965 in Freising)
- Mathias Kürten
- Uli Weinlein.

## Alben
- Hungry (1989)
- Loudhailer (1990; produziert von Steve Levine)
- Live to Love (1992)